# 西关街街道
西关街街道，是中华人民共和国甘肃省武威市凉州区下辖的一个乡镇级行政单位。

## 行政区划
西关街街道下辖以下地区：
科技巷社区、体育路社区、西苑社区和皇台社区。